# Raúl Salazar
Raúl Temístocles Salazar Olivares (21 de diciembre de 1943) es un economista peruano experto en temas económicos, monetarios y financieros, con más de 30 años de trayectoria profesional. Fue director ejecutivo alterno en el Fondo Monetario Internacional (FMI), en representación de Argentina, Bolivia, Chile, Paraguay, Perú y Uruguay. Además es socio director y fundador de la firma consultora peruana Macroconsult.

## Biografía
Economista por la Universidad Nacional San Luis Gonzaga de Ica, Raúl Salazar tiene un M.Sc. en Economía por la Universidad Estatal de Iowa. Además, se graduó en el Programa de Análisis y Política Monetaria en el Centro de Estudios Monetarios Latinoamericanos (CEMLA) en México D.F.
Fue presidente ejecutivo del Fondo Andino de Reservas y director ejecutivo alterno en el Fondo Monetario Internacional (FMI), en representación de Argentina, Bolivia, Chile, Paraguay, Perú y Uruguay. 
Durante su carrera profesional en el Banco Central de Reserva del Perú tuvo a su cargo la Jefatura de Estudios Económicos, la Oficina de Asesoría Económica, el Departamento de Estudios Monetarios y la Sección Moneda y Banca.
En el ámbito privado, fue presidente del Banco Wiese Sudameris y director de varias compañías, como Sindicato Pesquero, Peruplast, Royal & Sun Alliance Vida, Royal & Sun Alliance-Seguros Fénix, Banco de Lima-Sudameris, Banco de Lima, Unión Metalúrgica, Agroindustrial Lima SAC, Banco Agrario del Perú y la Empresa de Saneamiento de Lima.
En 1985 fundó la firma consultora Macroconsult, junto a otros cuatro socios, todos provenientes de las canteras del Banco Central de Reserva.  
En 1989, lideró el equipo y la preparación del Plan Económico del Frente Democrático (Fredemo), movimiento que respaldó la candidatura del escritor Mario Vargas Llosa a la presidencia de la República en las elecciones de 1990. Si bien Vargas Llosa quedó en segundo lugar, las medidas de estabilización y reformas estructurales planteadas fueron después implementadas por el gobierno de Alberto Fujimori. En su libro El pez en el agua, Vargas Llosa dice: "También, a respetar el talento y la decencia de Raúl Salazar, pieza clave en la elaboración del programa del Frente y quien, de ganar, hubiera sido nuestro ministro de Economía".
En 2009 integró la Comisión Especial Multipartidaria del Congreso de la República encargada de monitorear la crisis financiera internacional.
En la actualidad es director de Scotiabank Perú, Química del Pacífico, British American Tobacco, Pesquera Diamante y Profuturo AFP, además de socio director y fundador de la firma consultora Macroconsult.
El 9 de mayo de 2011, el Gobierno Peruano le otorgó la condecoración "Hipólito Unanue al Mérito Económico y Financiero" por su aporte al desarrollo del país.
También en las elecciones del 2021 fue unos de los integrantes del plan de gobierno del Partido Morado partido donde postula el economista y fundador del partido morado Julio Guzmán Cáceres